# Papa João XIV
O Papa João XIV, nascido Pedro Canepanova (Pavia, 940 — Roma, 20 de agosto de 984) foi o 136º Pontífice Romano nos anos agitados de 983 e 984. Nasceu em Pavia e, antes da elevação à dignidade papal, era Chanceler do Império, de Oto II, bem como bispo de Pavia. As influências do imperador foram decisivas na eleição de João XIV. Mudou o seu nome para João XIV já que o seu nome original, Pedro, deveria, na sua opinião, ser reservado apenas para o fundador do papado - tradicionalmente, São Pedro.
Oto morreu pouco depois da sua eleição, a 7 de Dezembro de 983, com 28 anos de idade, vítima de peste bubónica, deixando como herdeiro Oto III, apenas com três anos de idade. Foi o próprio João XIV que lhe deu a extrema unção, em presença dos cardeais e bispos. A morte de Oto trouxe consigo um período de confusão política e lutas por todo o império, com duques germânicos a pretender usurpar o trono. Os nobres de Roma aproveitaram o clima de insurreição e revoltaram-se contra o pontífice, sob o pretexto de que este não era romano. Bonifácio VII, antipapa aproveitou o contexto e, voltando do exílio em Constantinopla, prendeu o seu rival no Castelo de Santo Ângelo. João XIV viria, depois, a morrer envenenado na prisão.
Morreu na mesma data que os papas Bento XIV e Pio X (20 de Agosto).